# Zastava M77 (автомат)
Zastava M77 — югославский и сербский автомат.

## Конструкция
Автоматика работает по принципу отвода части пороховых газов с длинным ходом поршня. Запирание канала ствола производится поворотом затвора с двумя боевыми упорами. Ствол с 6 правосторонними нарезами, шаг нарезов 240 мм или 304.8 мм. В дульной части ствола нарезана резьба для установки дульных устройств, установлен пламегаситель. Предохранитель-переводчик расположен на правой стороне ствольной коробки. Режимы огня — непрерывный или с отсечкой по одному выстрелу. В газовой каморе мог быть установлен регулятор для изменения скорости отката затворной рамы при работе в сложных условиях. Прицельные приспособления состоят из мушки и прицела секторного типа, могли оснащаться тритиевыми элементами для стрельбы в тёмное время суток. На гражданских вариантах  имеется крепление типа «ласточкин хвост» для оптических прицелов, расположенное на левой стороне ствольной коробки.  Автомат мог оснащаться прицелом и дульным устройством для стрельбы винтовочными гранатами. От более ранних автоматов М77 унаследовал дополнительный фиксатор в задней части ствольной коробки, предохраняющий крышку от открывания при стрельбе гранатами. Автомат мог быть укомплектован штык-ножом.

## Варианты
- M77 — Ствольная коробка фрезерованная, приклад деревянный, нескладной[5].
- M77B1 — ствольная коробка штампованная, из стали толщиной 1,5 мм. Ствол хромированный[8], изготовлен методом холодной ковки[4]. Приклад деревянный, нескладной[5] или полимерный, складной на правую сторону. Возможна установка подствольного гранатомёта[3].
  - M77AB1 — вариант M77B1 со стальным, складным вниз под цевьё прикладом[5].

- M77AX — ствольная коробка штампованная, приклад складной на правую сторону, цевьё с планками Пикатинни. Планки могли устанавливаться на крышку или на левую сторону ствольной коробки. Возможна установка подствольного гранатомёта[5]. Модернизация 2008 года[6], последний вариант в серии M77.

Для рынка гражданского оружия предлагаются полуавтоматические варианты.

## Страны-эксплуатанты
- Мали[12]
- Кипр[13]